# 交通工程

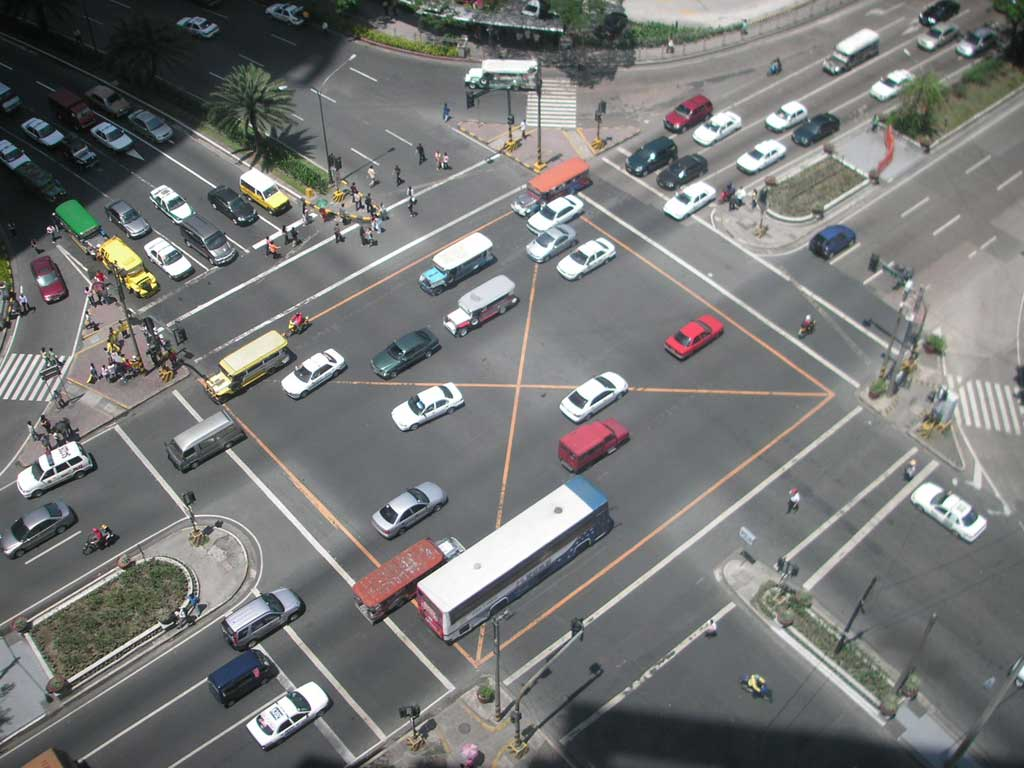
同時具備多條行車線、單車徑與行人過路處的複雜路口是交通工程項目的常見例子

交通工程是土木工程的分支之一，旨在利用工程技術實現道路上人員與貨物的安全高效流動。交通工程主要研究安全高效的交通流，例如道路的幾何形狀、人行道與人行横道、自行车基础设施、道路交通標誌、路面标线與交通號誌等。交通工程研究交通運輸系統除基础设施外的具功能性部分。
交通工程也與下列學科密切相關：
- 運輸工程
- 路面工程（英语：Pavement engineering）
- 單車運輸工程（英语：Bicycle transportation planning and engineering）
- 公路工程
- 交通规划
- 城市规划
- 人因工程